# Rosyjska Formuła 1600
Rosyjska Formuła 1600 – seria wyścigowa organizowana w latach 1996–2007 przez Rosyjską Federację Samochodową. W hierarchii kategorii wyścigów samochodowych organizowanych w Rosji stała nad Formułą RUS. Do 2002 roku była organizowana równolegle z Rosyjską Formułą 3, następnie zastąpiła tę serię.
Według regulaminu na rok 2007 minimalna waga samochodu musiała wynosić 540 kg, a pojemność silnika nie mogła przekraczać 1600 cm³. Zabronione było stosowanie silników Wankla, wysokoprężnych, dwusuwowych i turbodoładowanych. Skrzynia biegów musiała mieć co najwyżej pięć biegów (plus wsteczny), zabronione było korzystanie z sekwencyjnej skrzyni biegów.
W 2007 roku miało miejsce 7 weekendów wyścigowych, podczas których odbyło się 14 wyścigów na pięciu torach (Ahvenisto, АDМ, Est-ring, Botniaring i Smoleńsk). System punktacji wyglądał następująco: 20-15-12-10-8-6-4-3-2-1 (plus jeden punkt za najszybsze okrążenie wyścigu). W końcowej klasyfikacji odejmowano punkty z dwóch najgorszych rezultatów).
W 2005 roku mistrzem Rosyjskiej Formuły 3000 był Witalij Pietrow, pierwszy rosyjski kierowca w Formule 1.

## Mistrzowie
| Sezon | Mistrz kierowców     | Samochód     | Mistrz zespołów        |
| ----- | -------------------- | ------------ | ---------------------- |
| 1993  | Wiktor Kozankow      | Estonia 25   | ?                      |
| 1995  | Wiktor Kozankow      | Estonia 25   | ?                      |
| 1996  | Wiktor Kozankow      | Estonia 25   | West Canopus Castrol   |
| 1997  | Aleksandr Potiechin  | ?            | West Canopus Castrol   |
| 1998  | Aleksandr Nesterow   | ?            | ABRO-NVR-100,1         |
| 1999  | Aleksandr Kuzmin     | Estonia 26   | LogoVAZ-City           |
| 2000  | Aleksandr Potiechin  | Dallara F395 | LogoVAZ-City           |
| 2001  | Dmitrij Szczegłow    | Estonia 26   | LogoVAZ-Belaevo        |
| 2002  | Wiktor Szajtar       | Dallara F395 | Formula Z              |
| 2003  | Aleksander Tiuriumin | Dallara      | ArtLine Engineering    |
| 2004  | Aleksiej Pawłowski   | Dallara      | Lukoil Racing          |
| 2005  | Witalij Pietrow      | Dallara      | Lukoil Racing          |
| 2006  | Iwan Samarin         | ArtTech      | Lukoil Racing          |
| 2007  | Iwan Samarin         | ArtTech      | ISTOK - ArtLine Racing |